# 莫阿拉鄉 (蘇恰瓦縣)
47°36′N 26°14′E / 47.600°N 26.233°E
莫阿拉鄉（羅馬尼亞語：Comuna Moara, Suceava），是羅馬尼亞的鄉份，位於該國東北部，由蘇恰瓦縣負責管轄，面積42平方公里，海拔高度350米，2007年人口4,597，人口密度每平方公里110人。